# Ronciglione
Ronciglione – miejscowość i gmina we Włoszech, w regionie Lacjum, w prowincji Viterbo. W 1526 roku została nadana rodowi Farnese, który wkrótce włączył ją do należącego do siebie księstwa Castro.
Według danych na rok 2004 gminę zamieszkiwały 7423 osoby, 142,8 os./km².